# Lapithès
Dans la mythologie grecque, Lapithès (en grec ancien Λαπίθης / Lapithês)  est le héros Thessalien qui a donné son nom aux Lapithes. Il est le fils d’Apollon et de Stilbé, fille du dieu-fleuve Pénée et de la nymphe Créüse.
Selon Diodore de Sicile, après s’être établi sur les bords du fleuve Pénée, il devint roi et aurait épousé Orsinomé avec laquelle il engendra Phorbas, Périphas.
Un autre Lapithès ou Lapithos est un héros laconien, père de Diomédé et grand-père de Cynortas et d’Hyacinthe. Un petit sanctuaire héroïque, le Lapithaion, lui était consacré sur le mont Taygète. Il est mentionné par Apollodore :"Amyclas et Diomède, la fille de Lapithos, engendrèrent Cynortas et Hyacinthos." .